# Marthe et Juliette Vesque
Marthe (9 juillet 1879, Joinville-le-Pont - 4 décembre 1962, Neuilly-sur-Seine) et Juliette Vesque (30 mai 1881, Paris 5e - 4 février 1949, Paris 5e) sont des artistes peintres et illustratrices françaises.

## Biographie
Leur père Julien-Joseph Vesque (1848-1895) est un botaniste célèbre qui leur transmet l'apprentissage du dessin. Après sa mort, elles travaillent durant 24 ans à la Manufacture nationale de Sèvres. Elles œuvrèrent ensuite au Muséum national d'histoire naturelle à Paris.

### Œuvre
Passionnées par les arts du cirque, les deux sœurs fréquentent assidûment  les cirques de Paris entre 1900 et 1947. Elles prennent des croquis pendant les spectacles auxquels elles assistent chaque semaine et réalisent des dessins en aquarelles sur les numéros de cirques parisiens stables et des compagnies itinérantes ainsi que  la vie quotidienne des saltimbanques.

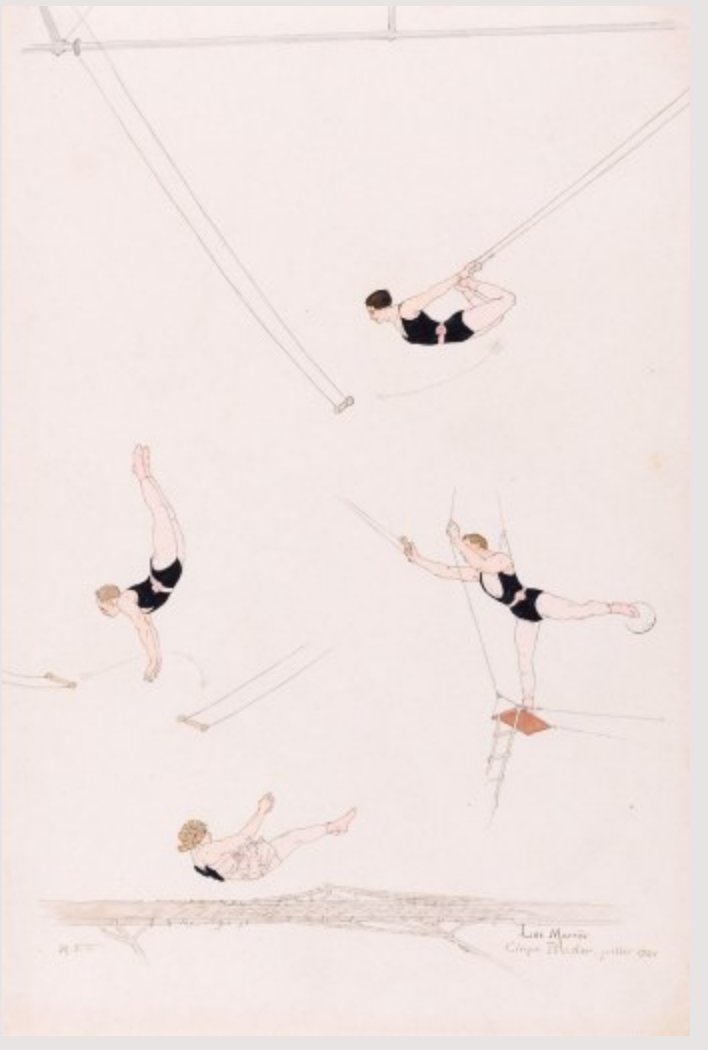
Les Marcés au Cirque Pinder-Juillet 1921
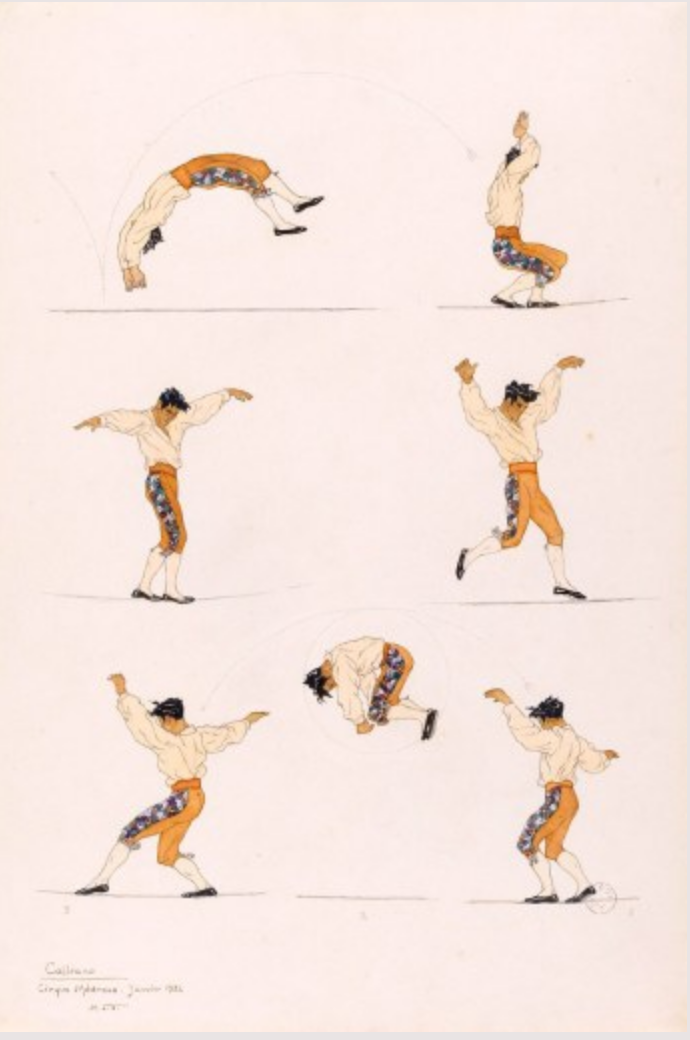
Henriquas Rubio équilibriste au Cirque d'Hiver-Octobre 1924

Leur œuvre graphique constitue une documentation unique pour le cirque en Europe pendant la première moitié du XXe siècle avec plus de 8 000 esquisses et dessins d’inspiration naturaliste. Les illustrations sont principalement sur fonds clairs tandis que les personnages et les mouvements associés sont des croquis au crayon puis en aquarelles colorés mettant en évidence la décomposition des numéros et des costumes.
Dans le monde du cirque français, elles étaient connues sous le nom des « demoiselles Vesque » ou des « sœurs Vesque ». Elles signent leurs planches sous le nom « M. J. V. ». Elles sont restées célibataires et inséparables toute leur vie.
Elles ont aussi tenu un journal pendant ces années-là, dans lesquelles elles décrivent les spectacles et rapportent les échos du milieu.
Elles firent don de leur documentation et de leur œuvre sur le cirque (8 000 dessins environ réalisés pendant leurs loisirs) au musée national des arts et traditions populaires. Ce fonds est désormais conservé à Marseille au musée des civilisations de l'Europe et de la Méditerranée.

### Source
- (en) Cet article est partiellement ou en totalité issu de l’article de Wikipédia en anglais intitulé « Vesque Sisters » (voir la liste des auteurs).